# Pedro Abad
Pedro Abad es un municipio español situado en la provincia de Córdoba, comunidad autónoma de Andalucía. Perteneciente a la comarca Alto Guadalquivir. En 2017 tenía una población de 2864 habitantes. Su extensión superficial es de 23,46 km² y tiene una densidad de 122,08 hab/km².

## Geografía
Integrado en la comarca Alto Guadalquivir, se sitúa a 35 kilómetros de la capital provincial. El término municipal está atravesado por la Autovía del Sur entre los pK 367 y 370. 
El relieve del territorio está configurado un amplio meandro del río Guadalquivir, siendo el terreno muy llano, con altitudes que oscilan entre los 237 metros (en una pequeña meseta comunicada con el cerro Alcurrucén) y los 136 metros en la ribera sur del río. En el límite con El Carpio, en la carretera que comunica con Adamuz, se sitúa la presa El Salto del embalse de El Carpio. El pueblo se alza a 161 metros sobre el nivel del mar. 
| Noroeste: Adamuz    | Norte: Adamuz  | Noreste: Montoro   |
| Oeste: El Carpio    |                | Este: Montoro      |
| Suroeste: El Carpio | Sur: Bujalance | Sureste: Bujalance |

## Historia
Configurado en el centro del Valle del Guadalquivir, y rodeado por un meandro de este río, que permitía en la antigüedad controlar el tránsito fluvial por las tierras circundantes, de un gran potencial agrícola. Además era un punto importante de intercambios comerciales y culturales. El término de Pedro Abad, formaba parte del municipio romano denominado SACILI MARTIALIUM. Esta antigua población estaba emplazada en el hoy llamado cortijo de Alcurrucén, siendo citada por Plinio (Naturalis Historia III, 10).
Sacili recibió el estatuto de municipio romano de derecho.  El epíteto de Martialium hace referencia a Marte, dios de la guerra. Los territorios de Sacili limitaban con los del municipio de Epora  (en la actualidad Montoro) y Solia (en el término municipal de El Guijo).  La aparición de una soliensis, encontrada en el término municipal de El Guijo, señala la resolución judicial emitida para resolver una disputa de límites entre los tres municipios.
Entre los innumerables restos arqueológicos aparecidos resaltan los de cultos religiosos, representados en Sacili por dos hallazgos que nos confirman el arraigo de los estímulos culturales foráneos en los nuevos municipios de la Bética: una descripción dedicada a Júpiter Óptimo Máximo, y otra al genio del municipio de Sacili Martialum, espíritu protector de la ciudad.  Asimismo han sido hallados dos posibles retratos de Agrippina Minor, esposa de Claudio.
La actividad económica en sus inicios fue la agricultura, centrada en el cultivo de cereales. También hay constancia de la existencia de un OFFECTOR (tintorero) de Sacili, por lo que es de suponer que la artesanía textil debió de desarrollarse en esta población.
La Vía Augusta, principal vía pública de la Bética cruzaba el término municipal de Pedro Abad, procedente de Épora (Montoro), llegaba a Alcurrucén, pasando por los cortijos de Santa Ana y de Mudapelo, cruzaba el Guadalquivir y se dirigía a Villafranca de Córdoba.
El origen de Pedro Abad, tal y como lo conocemos hoy día, procede de la reconquista, en época musulmana, de Córdoba por el Rey Fernando III.  Cuenta Ramírez y de las Casas  Deza, y aportadas por Osuna y Cabrera, en la trascripción de las copias de un manuscrito aparecido en la ermita del Santísimo Cristo de los Desamparados de Pedro Abad, que el monarca creó a finales del 1235, en el lugar que hoy ocupa la población, un campamento convertido después en hospital, donde se instaló para ofrecer auxilio espiritual el abad Pedro de Meneses, que traía consigo un crucificado.  Los diversos hechos milagrosos atribuidos a esta imagen hicieron que Fernando III mandase construir una ermita y casas para los que quisieran habitar en dicho lugar, que estaban exentos de todo pecho o tributo.
La vinculación del abad Pedro de Meneses a la población es de una importancia vital.  El Abad Pedro, de origen gallego, nació en Campobecerros, y siendo párroco en Santa María de la Mama es convencido para participar en la reconquista del sur de la península, por lo que se traslada con una imagen de Cristo Crucificado, que poseía por herencia familiar; imagen que es venerada con el nombre de Santísimo Cristo de los Desamparados.  Lo anteriormente expuesto y la existencia de una fuente en el lugar, que formaba parte de un camino bastante transitado en el siglo XIII, darían el nombre primitivo a la recién creada aldea: Fuente de Per Abad, según consta en un documento fechado en 1272,  (se refiere a su iglesia, la cual pertenecía al arcedianato de Córdoba, mencionando el lugar como Fuente de Per Abad), donde aparece este topónimo.
En sus inicios la aldea se encontraba en la ruta principal por oriente del Valle del Guadalquivir y pertenecía a Algallarín, pronto, con motivo de la importancia que iba adquiriendo por los referidos milagros y hechos extraordinarios ocurridos, se le señalarían sus propios términos.
Hacia 1530 Pedro Abad contaba con 146 vecinos, siendo villa realenga del concejo de Córdoba durante la Baja Edad Media.  Tan solo en una ocasión (1467), con motivo de la guerra civil entre el monarca Enrique IV y el infante Don Alfonso fue señorializada, durante un breve período, perteneciendo a Diego II Fernández de Córdoba, I Conde de Cabra.
En el año 1564 Pedro Abad es incorporado al marquesado de El Carpio, quedando bajo jurisdicción señorial.  Posteriormente se vende la población a Don Luis Méndez de Haro, ya que la hacienda real está con graves problemas económicos.  Esta venta provocaría una fuerte oposición de los miembros del concejo de Córdoba.  Mientras, la trayectoria demográfica va aumentando y en 1564 estaban censados 234 vecinos, y en el año 1591 la cifra era de 307 vecinos.  Sin embargo la trayectoria ascendente se frustra en el periodo del siglo XVII debido a los brotes epidémicos.
En el año de 1571 viven en Pedro Abad cincuenta familias de cristianos nuevos deportados por Felipe II, con un total de 140 personas.  La mayoría de estas familias proceden de las localidades almerienses de Sorbas y Lubrín, las cuales pertenecen al Marqués de El Carpio.
La actividad económica de la época está dominada por la agricultura.  La mayoría de las tierras son secano y el cultivo principal el cereal (90 %); en este periodo el olivar sufre una fuerte expansión.  Las aguas del Guadalquivir son aprovechadas para el riego de las huertas, que cubren las necesidades de la población y cultivos hortofrutícolas, sin desarrollar actividades comerciales.    
En la religiosidad popular destaca las devociones locales y el movimiento cofrade, resaltando la imagen del Santísimo Cristo de los Desamparados, que despierta un fervor intenso, siendo objeto de una serie de rogativas para impetrar su protección en momentos difíciles debidos a epidemias y épocas de carencias.
La estratégica situación geográfica de Pedro Abad, cruzándolo el Camino Real de Madrid, así como su cercanía a Córdoba capital, explican en parte, la significación política de la villa durante la época contemporánea.  Numerosos viajeros extranjeros recogieron sus impresiones sobre la población, gracias a tan privilegiado emplazamiento, sobre todo a partir del primer cuarto del XIX, y los más audaces bandoleros ochocentistas tuvieron puestas sus miras en la comarca lindante.
La pronta enajenación de las propiedades pertenecientes a centros de beneficencia durante el liberalismo, entre ellas, las del hospital de la Caridad, significó un inicial desplome de la estructura asistencial, harto necesaria dada la polarizada estructura social.  Debido quizás a esta situación, los postulados del obrerismo militante tuvieron en la localidad un campo abonado de expansión.  Pedro Abad ha de considerarse, pues, como uno de los núcleos fundamentales de la agitación social provincial que emergió durante los primeros años del siglo XX. Así por ejemplo, el conocido activista Salvador Cordón y su compañera Isabel Hortensia, entre otros muchos propagandistas del periodo, tuvieron frecuente cita en la villa durante el agitado año de 1918.
La opción de integración y hermanamiento sociales auspiciada doctrinalmente por el Círculo Católico de Obreros apenas pudo contrarrestar significativamente el peso emergente del sindicalismo, fundado  el 1 de mayo de 1876, no logrará pervivir ni siquiera una década.
El arraigo de las opciones políticas socialistas fue tardío, hasta 1920 no se constituye la primera agrupación socialista. Durante el periodo de la Guerra Civil se conoció el inmediato triunfo de las fuerzas sublevadas durante los primeros días de la sedición militar, si bien, ya, el 21 de julio de 1936 Pedro Abad es ocupado por los republicanos. Durante los meses siguientes se sucedieron las escaramuzas y las represalias por uno y otro bando, hasta que el 22 de diciembre de 1936 la columna nacional dirigida por Luis Redondo logró tomar la villa en hábil táctica envolvente de las tropas republicanas acantonadas en El Carpio.

## Semana Santa
- Domingo de Ramos: Hermandad y cofradía de Nuestro Señor de los Reyes en su entrada triunfan en Jerusalén y María Santísima de la Oliva.
- Martes Santo: Hermandad y cofradía de San Juan Evangelista y Santísimo Cristo de la misericordia.
- Miércoles Santo: Hermandad y cofradía de Nuestra Señora del mayor en su soledad y Santa mujer Verónica.
- Jueves Santo: Hermandad y cofradía de Padre Jesús Nazareno, María Santísima de la Paz y Esperanza, Resurrección de Nuestro Señor Jesucristo y Nuestra señora de la Alegría. Hermandad y cofradía de San Juan Evangelista y Santísimo Cristo de la Misericordia.
- Viernes Santo (Mañana). Hermandad y cofradía de Padre Jesús Nazareno, María Santísima de la Paz y Esperanza, Resurrección de Nuestro Señor Jesucristo y Nuestra Señora de la Alegría. Hermandad y cofradía de San Juan Evangelista y Santísimo Cristo de la Misericordia. Hermandad y cofradía de Nuestra Señora del Mayor en su soledad y Santa mujer Verónica. Hermandad de María Magdalena y Nuestro Señor Jesucristo crucificado de Revidiego. Hermandad de Nuestra señora de los dolores.
- Viernes Santo (Noche). Hermandad de María Magdalena y Nuestro Señor Jesucristo crucificado de Revidiego. Hermandad y cofradía de Santo Entierro de Nuestro Señor Jesucristo. Hermandad de Nuestra Señora de los Dolores.
- Sábado de Gloria: Quema de judas.
- Domingo de Resurrección: Hermandad y cofradía de Padre Jesús Nazareno, María Santísima de la Paz y Esperanza, Resurrección de Nuestro Señor Jesucristo y Nuestra Señora de la Alegría.

## Turismo y Patrimonio Monumental
- Iglesia de la Asunción. Su origen se remonta al S. XIV aunque se reforma en el S. XVI. En el S. XVIII vuelve a reformarse profundamente by a ampliarse con varias capillas. El exterior es sobrio, de piedra rojiza molinaza, con torre espadaña en la fachada principal.
- Ermita del Santísimo Cristo de los Desamparados. Situada en lo más alto de la localidad. Destaca su esbelta torre de 1909. El templo fue el antiguo templo de la localidad, sufriendo modificaciones a lo largo de los siglos, la más importante en 1721. El edificio es de tres naves, destaca el bello camarín con yeserías barrocas donde se da culto al cristo de los desamparados, imagen muy venerada en la zona.
- Antiguo Pósito del grano. Monumental edificio civil terminado en el año de 1785. Destaca su portada con escudos. En su interior se encuentra el centro de arte contemporáneo y la biblioteca local.
- Casa natal de Santa Rafaela María, fundadora de las Esclavas del Sagrado Corazón de Jesús.
- Museo de Pintura y Escultura Rodrigo Prieto Rojas: inaugurado el 11 de junio de 2011 en el edificio del antiguo ayuntamiento, del que destaca su portada y torre del reloj.
- Iglesia Santa Rafaela María. La iglesia es de una sola nave y elegantemente decorada con mármoles polícromos y pinturas. Fue edificada en 1950 por el arquitecto Francisco Lencina López junto a la casa natal de la santa.
- Mezquita Basharat. Inaugurada en 1982. Fue la primera inaugurada en España después de 8 siglos
- Convento de Santa Rafaela María
- Portada del Mercado de Abastos . Hoy oficina de Turismo y centro multicultural. La portada data de 1927.
- Casas señoriales y nobiliarias. De entre los siglos XVI y XIX. ( Ejemplos destacados serían los de la calle Santa Rafaela número 82, y la casa en la plaza Comandante Porras número 1, entre otras).
- Presa El Salto. Construida entre 1922 y 1925. Cercana al pueblo. Es BIC y destaca por su bella decoración historicista y toques modernistas.

## Fiestas
- Sorteo Tarta Virgen de la Candelaria  (febrero)
- Carnaval (febrero o marzo)
- Romería de Santiago el Menor (1 de mayo)
- Cruces de Mayo (Segundo fin de semana de mayo)
- Fiesta de San Isidro Labrador (15 de mayo)
- Fiesta de Santa Rafaela María (18 de mayo)
- Procesión María Auxiliadora (Finales de mayo)
- Procesión del Corpus Christi (junio)
- Festival de la copla (finales de agosto)
- Encuentro de Batucadas (principios de septiembre)
- Feria y fiestas en honor del Santísimo Cristo de los Desamparados (14 al 17 de septiembre).
- Día de la bicicleta (septiembre-octubre)
- La Jalsa Salana es una reunión anual con carácter espiritual celebrado por la Ahmadía Muslim Yamaat. (noviembre)

## Demografía
Pedro Abad cuenta con una población de 2817 habitantes (INE 2024).
| Gráfica de evolución demográfica de Pedro Abad entre 1842 y 2021                                                                                               |
| |
| Población de derecho según los censos de población del INE Población de hecho según los censos de población del INEEn este censo se denominaba Pero Abad: 1842 |

## Política y administración
Lista de alcaldes desde las elecciones democráticas de 1979:
| Años      | Nombre                   | Partido Político |
| --------- | ------------------------ | ---------------- |
| 1979–1983 | Miguel García Rodríguez  | PCE              |
| 1983–1987 | Miguel García Rodríguez  | PCE              |
| 1987–1991 | Miguel García Rodríguez  | IU-LV-CA         |
| 1991–1995 | Miguel García Rodríguez  | IU-LV-CA         |
| 1995–1999 | Miguel García Rodríguez  | IU-LV-CA         |
| 1999–2003 | Miguel García Rodríguez  | IU-LV-CA         |
| 2003–2007 | María Luisa Wic Serrano  | PSOE             |
| 2007–2011 | María Luisa Wic Serrano  | PSOE             |
| 2011–2015 | Magdalena Luque Canalejo | IU-LV-CA         |
| 2015–2019 | Magdalena Luque Canalejo | IU-LV-CA         |
| 2019–2023 | Magdalena Luque Canalejo | IU-LV-CA         |
| 2023-     | Juan Antonio Reyes       | PSOE             |

Resultados de las elecciones municipales desde 1979:                                                                                                                                                                    
| ELECCIONES | PARTIDOS POLÍTICOS | PARTIDOS POLÍTICOS | PARTIDOS POLÍTICOS | PARTIDOS POLÍTICOS | PARTIDOS POLÍTICOS | PARTIDOS POLÍTICOS | PARTIDOS POLÍTICOS | PARTIDOS POLÍTICOS |
| ELECCIONES | PCE/IU             | PSOE               | AP/PP              | Cs                 | PA                 | PSA                | UAPA               | UCD                |
| 1979       | 4 (649)            | 3 (550)            | -                  | -                  | -                  | -                  | -                  | 4 (666)            |
| 1983       | 6 (1072)           | 1 (221)            | 4 (595)            | -                  | -                  | -                  | -                  | -                  |
| 1987       | 6 (1045)           | 2 (340)            | 3 (534)            | -                  | -                  | -                  | -                  | -                  |
| 1991       | 6 (919)            | 3 (430)            | 2 (396)            | -                  | 0 (94)             | -                  | -                  | -                  |
| 1995       | 5 (838)            | 4 (652)            | 2 (392)            | -                  | 0 (61)             | -                  | -                  | -                  |
| 1999       | 5 (858)            | 4 (668)            | 2 (338)            | -                  | 0 (85)             | -                  | -                  | -                  |
| 2003       | 4 (652)            | 5 (869)            | 2 (313)            | -                  | -                  | 0 (114)            | -                  | -                  |
| 2007       | 5 (736)            | 5 (815)            | 1 (275)            | -                  | 0 (13)             | 0 (110)            | -                  | -                  |
| 2011       | 5 (789)            | 4 (683)            | 2 (419)            | -                  | -                  | -                  | 0 (81)             | -                  |
| 2015       | 5 (863)            | 4 (672)            | 2 (341)            | -                  | -                  | -                  | -                  | -                  |
| 2019       | 5 (709)            | 3 (560)            | 2 (360)            | 1 (166)            | -                  | -                  | -                  | -                  |

## Economía

### Evolución de la deuda viva municipal
| Gráfica de evolución de Deuda viva del Ayuntamiento de Pedro Abad entre 2008 y 2019                                |
| |
| Deuda viva del Ayuntamiento de Pedro Abad en miles de Euros según datos del Ministerio de Hacienda y Ad. Públicas. |